# 카메론 크로우
카메론 크로우(영어: Cameron Crowe 캐머런 크로[*], 1957년 7월 13일 ~ )는 미국의 영화 감독이다.

## 작품 목록
- 제리 맥과이어(1996)
- 올모스트 페이머스(2000)
- 바닐라 스카이(2001)
- 엘리자베스타운(2005)
- 우리는 동물원을 샀다(2011)
- 알로하(2015)